# Código Unificado de Punto de Suministro
El   CUPS (Código Universal del Punto de Suministro), en España, es un código único e identificador de un punto de suministro de energía, ya sea de electricidad o gas canalizado. 
Se creó con el objetivo de identificar cada suministro ante compañías suministradoras, distribuidoras, comercializadoras, administración estatal, comunidades autónomas.. etc.
Actualmente es muy útil cuando se realiza un cambio de compañía comercializadora, así como las solicitudes de Tarifas Sociales, etc. El CUPS es un dato que puede encontrarse en la factura emitida por el comercializador.
El CUPS es asignado por la empresa distribuidora de energía de la zona cuando se da de alta por primera vez el punto de suministro.
Este código será permanente y no se verá afectado por compras, ventas o intercambios de activos de las empresas que ejerzan las funciones de encargado de la lectura o por la compra-venta de la instalación por el titular del punto de suministro o producción.

## Estructura
La estructura de los 20-22 caracteres (los 2 finales son opcionales) del CUPS es:
LL DDDD CCCC CCCC CCCC EE NT
LL- 2 caracteres alfabéticos en mayúsculas, indicativos del país en el que se encuentra el cliente o productor de régimen especial, asignados según la norma UNE-EN ISO 3166-1 con la denominación de alfa-2 (en el caso de España estos caracteres son: ES)
DDDD- 4 caracteres numéricos que identifican la distribuidora a la que está conectado el cliente o productor de régimen especial, en el momento de la asignación del código. En el caso de electricidad, estos 4 caracteres los asigna Red Eléctrica de España, S.A. a cada distribuidora y están disponibles en la página web de Red Eléctrica de España, S.A.
CCCC CCCC CCCC-12 caracteres numéricos de libre asignación (por el distribuidor) a cada suministro, en el momento en que le asigna el CUPS.
EE- 2 caracteres alfabéticos en mayúsculas (para control y detección de errores), calculados:
Se divide el número natural formado por los 16 dígitos del código (DDDD CCCC CCCC CCCC), entre 529 obteniéndose un cociente (que no se utiliza) y un resto R0 (equivalente a la operación DDDDCCCCCCCCCCCC Módulo 529).
A continuación se divide el resto R0 anterior entre 23, obteniéndose un cociente C y un resto R (equivalentes, respectivamente, a parte entera de R0/23 y R0 Módulo 23).
Las letras de control serán las resultantes de transformar C y R (en este orden) por la tabla:
```
   Valor de C o R: 0 1 2 3 4 5 6 7 8 9 10 11 12 13 14 15 16 17 18 19 20 21 22
   Letra  a  usar: T R W A G M Y F P D  X  B  N  J  Z  S  Q  V  H  L  C  K  E
```

N- 1 carácter numérico (no obligatorio): para identificar los posibles distintos puntos frontera, puntos de medida o registradores de un mismo cliente o productor de régimen especial.
T- 1 carácter alfabético (no obligatorio): será F para identificar puntos frontera, P para identificar punto de medida principal, R para identificar punto de medida redundante, C para identificar punto de medida comprobante y X, Y o Z para identificar registradores.
Ejemplos de códigos CUPS:
```
   ES 0987 5432 1098 7654 ZF     (Punto cliente o régimen especial con un solo equipo medida)
   ES 1234 1234 5678 9012 JY 1 F (Punto frontera)
   ES 1234 1234 5678 9012 JY 1 P (Punto de medida principal de una frontera)
   ES 9750 2109 8765 4321 CQ 1 C (Punto de medida comprobante )
   ES 0999 1100 1234 5678 EK 1 X (Registrador, uno o varios puntos de medida)
```

Esta estructura del CUPS viene definida en   la Resolución de 16 de noviembre de 2009, de la Secretaría de Estado de Energía, BOLETÍN OFICIAL DEL ESTADO (BOE) del lunes 30 de noviembre de 2009, Núm. 288, Pág. 101320 a 101323, Procedimiento de Operación (P.O.) 10.8: "CÓDIGOS UNIVERSALES PARA PUNTOS FRONTERA DE CLIENTES Y PRODUCTORES DE RÉGIMEN ESPECIAL" 